# Nagornyj (Jakucja)
Nagornyj – osiedle typu miejskiego w Rosji, w Jakucji. W 2010 roku liczyło 68 mieszkańców.